# Cremastosperma bullatum
Cremastosperma bullatum är en kirimojaväxtart som beskrevs av Pirie. Cremastosperma bullatum ingår i släktet Cremastosperma, och familjen kirimojaväxter. Inga underarter finns listade i Catalogue of Life.